# Betty Williams
Betty Williams, geboren als Elisabeth Smyth (Belfast, 22 mei 1943 – aldaar, 17 maart 2020) was een internationaal opererende Noord-Ierse vredesactiviste. In 1976 ontving ze, samen met Mairead Corrigan, de Nobelprijs voor de Vrede voor de oprichting van de Noord-Ierse organisatie "Community of Peace People". Deze organisatie zet zich in voor vrede in Noord-Ierland.

## Levensloop

### Jeugd en familie
Williams groeide op in Belfast als dochter van een protestantse vader en een katholieke moeder, wier vader Joods was. Haar vader werkte bij een slager en haar moeder was huisvrouw. Williams zelf werd katholiek opgevoed en volgde onderwijs op een katholieke basisschool, waarna ze haar studie voortzette aan een handelsschool.
Toen ze veertien jaar oud was, kreeg haar moeder een beroerte en werd zij verantwoordelijk voor het opvoeden van haar jongere zus.
Na haar opleiding heeft Williams verschillende baantjes gehad, maar naar eigen zeggen hield ze het niet lang vol en ze werd ook regelmatig ontslagen.
In 1961 trouwde ze met de protestantse Ralph Williams en in 1962 kregen ze een zoon Paul en in 1970 een dochter Deborah.
Door de verschillende kerken van haar ouders was Williams al vroeg gevoelig voor de politieke situatie in haar land. Haar protestantse grootvader werd in de jaren 40 op zijn werk aangevallen en gepest, toen het voorgenomen huwelijk van zijn zoon met een katholieke vrouw bekend werd. Twee neven werden in de jaren zeventig toevalligerwijs vermoord. De een door protestanten en de ander door de katholieke IRA. Tot 1976 was ze echter niet politiek actief.

### OprichtingCommunity of Peace People
Op 10 augustus 1976 wilden twee IRA-activisten Britse soldaten ontvluchten. De bestuurder werd neergeschoten en de ander raakte zwaargewond. Hun auto botste op een andere auto met daarin een vrouw en haar drie kleine kinderen, waaronder een baby. De moeder, Anne Maguire, overleefde de botsing, hoewel zwaargewond, maar alle kinderen overleden. De moeder pleegde zelfmoord in 1980.
Williams woonde in de straat waar het gebeurde en was er getuige van. Geschokt en overweldigd nam ze het besluit om iets tegen zinloos geweld te ondernemen.
Samen met Mairead Corrigan, een zus van Anne Maguire, richtte ze "Women for Peace" op. Dat later "Community of Peace People" werd. Ze organiseerden een vredesmars waaraan 10.000 mensen meededen. De mars werd echter verstoord door leden van de IRA. Een week later organiseerden Williams en Corrigan opnieuw een vredesmars en dit keer waren er 35.000 mensen die meeliepen.

### Declaration of the Peace People
- We willen leven en liefhebben en een rechtvaardige en vredige samenleving opbouwen
- We willen voor onze kinderen, net als voor onszelf, een leven thuis, op het werk van vrede en vreugd
- We erkennen dat de opbouw toewijding, hard werken en moed vereist
- We erkennen dat er problemen zijn onze samenleving die een bron zijn van conflicten en geweld
- We erkennen dat elke kogel die wordt afgevuurd en elke exploderende bom ons werk moeilijker maakt
- We wijzen het gebruik van bommen, kogels en alle uitingen van geweld af
- We wijden ons toe om met onze buren, dichtbij en ver weg, dag in en dag uit, te werken aan zo'n samenleving waarin de tragedies die we hebben gekend een slechte herinnering en een constante waarschuwing zijn

## Onderscheidingen
- 1976 Carl-von-Ossietzky-Medaille van de Internationale Liga für Menschenrechte
- 1976 Nobelprijs voor de Vrede
- 1977 Eredoctoraat aan de rechtenfaculteit van de Yale-universiteit
- Martin Luther King Jr. Award
- Eleanor Roosevelt Award voor mensenrechten

1901: Dunant, Passy ·
1902: Ducommun, Gobat ·
1903: Cremer ·
1904: Institut de Droit International ·
1905: Von Suttner ·
1906: Roosevelt ·
1907: Moneta, Renault ·
1908: Arnoldson, Bajer ·
1909: Beernaert, Balluet d'Estournelles de Constant ·
1910: IPB ·
1911: Asser, Fried ·
1912: Root ·
1913: La Fontaine ·
1917: ICRC ·
1919: Wilson ·
1920: Bourgeois ·
1921: Branting, Lange ·
1922: Nansen ·
1925: Chamberlain, Dawes ·
1926: Briand, Stresemann ·
1927: Buisson, Quidde ·
1929: Kellogg ·
1930: Söderblom ·
1931: Addams, Butler ·
1933: Angell ·
1934: Henderson ·
1935: Von Ossietzky ·
1936: Lamas ·
1937: Cecil ·
1938: Office international Nansen pour les réfugiés ·
1944: ICRC ·
1945: Hull ·
1946: Balch, Mott ·
1947: Friends Service Council, American Friends Service Committee ·
1949: Orr ·
1950: Bunche ·
1951: Jouhaux ·
1952: Schweitzer ·
1953: Marshall ·
1954: Hoog Commissariaat voor de Vluchtelingen (UNHCR) ·
1957: Pearson ·
1958: Pire ·
1959: Noel-Baker ·
1960: Luthuli ·
1961: Hammarskjöld ·
1962: Pauling ·
1963: ICRC, IFRC ·
1964: King ·
1965: UNICEF ·
1968: Cassin ·
1969: Internationale Arbeidsorganisatie ·
1970: Borlaug ·
1971: Brandt ·
1973: Kissinger, Lê Đức Thọ ·
1974: MacBride, Satō ·
1975: Sacharov ·
1976: Williams, Corrigan ·
1977: Amnesty International ·
1978: Sadat, Begin ·
1979: Moeder Teresa ·
1980: Esquivel ·
1981: Hoog Commissariaat voor de Vluchtelingen (UNHCR) ·
1982: Myrdal, Robles ·
1983: Wałęsa ·
1984: Tutu ·
1985: IPPNW ·
1986: Wiesel ·
1987: Arias ·
1988: VN-vredesmacht ·
1989: Gyatso ·
1990: Gorbatsjov ·
1991: Suu Kyi ·
1992: Menchú ·
1993: Mandela, De Klerk ·
1994: Arafat, Peres, Rabin ·
1995: Rotblat, Pugwash Conferences on Science and World Affairs ·
1996: Ximenes Belo, Ramos-Horta ·
1997: ICBL, Williams ·
1998: Hume, Trimble ·
1999: AzG ·
2000: Dae-jung ·
2001: VN, Annan ·
2002: Carter ·
2003: Ebadi ·
2004: Maathai ·
2005: IAEA, El-Baradei ·
2006: Grameen Bank, Yunus ·
2007: Gore, IPCC ·
2008: Ahtisaari ·
2009: Obama ·
2010: Liu ·
2011: Johnson Sirleaf, Gbowee, Karman ·
2012: Europese Unie ·
2013: OPCW ·
2014: Satyarthi, Yousafzai ·
2015: Kwartet voor Nationale Dialoog in Tunesië ·
2016: Santos ·
2017: ICAN ·
2018: Mukwege, Murad Basee ·
2019: Ahmed ·
2020: Wereldvoedselprogramma ·
2021: Ressa, Moeratov ·
2022: Bjaljazki, Memorial, Centrum voor Burgerlijke Vrijheden ·
2023: Mohammadi ·
2024: Nihon Hidankyo